# Хитатиомия
Хитатиомия (яп. 常陸大宮市 Хитатио:мия-си) — город в Японии, находящийся в префектуре Ибараки. Площадь города составляет 348,38 км², население — 43 033 человека (1 августа 2014), плотность населения — 123,52 чел./км².

## Географическое положение
Город расположен на острове Хонсю в префектуре Ибараки региона Канто. С ним граничат города Хитатиота, Нака, Насукарасуяма и посёлки Дайго, Сиросато, Мотеги, Накагава.

## Население
Население города составляет 43 033 человека (1 августа 2014), а плотность — 123,52 чел./км². Изменение численности населения с 1980 по 2005 годы:
| 1980 | 50 332 чел. |  |
| 1985 | 50 226 чел. |  |
| 1990 | 49 670 чел. |  |
| 1995 | 49 561 чел. |  |
| 2000 | 48 964 чел. |  |
| 2005 | 47 808 чел. |  |

## Символика
Деревом города считается сакура, цветком — роза, птицей — обыкновенный зимородок.